# Isla Murillo
Isla Murillo es una isla fluvial amazónica boliviana, se encuentra ubicada en el departamento de Pando y está rodeada por el río Madre de Dios cerca de su desembocadura en el río Beni. La isla tiene unas dimensiones de 4,5 kilómetros de largo por 3,1 kilómetros de ancho y una superficie de 7,9 kilómetros cuadrados (km²) es la isla más grande del río.